# Хамбантота (округ)
Хамбантота (англ. Hambantota) — округ на Шрі-Ланці.

## Географія
Округ Хамбантота знаходиться на південному сході острова Шрі-Ланка (Цейлону) і омивається водами Індійського океану. Площа округу становить 2609 км².

## Клімат
Незважаючи на близькість океану, в окрузі Хамбантота переважає посушливий клімат.

## Історія
Ще в середньовіччі, за часів існування тут королівства  Рухуна, Хамбантота була одним з головних портів (тотів) цієї держави. Сюди прибували кораблі і великі човни з товарами з Китаю, з Сіаму, Індонезії та інших країн Далекого Сходу. В околицях міста населення займалося землеробством. Кораблі або великі катери, на яких прибували торговці, називались сампанами. Невдовзі місцина отримала назву Сампантота, яка через деякий період в місцевому діалекті отримала сучасну назву. Після португальської, голландської колонізацій на зміну їм прийшла британська. У серпні-вересні 1803 року під час Кандійської війни місто було захоплене британськими військами. Через рік після захоплення Хамбантоту, для захисту гавані та поселення від набігів, британці почали будувати форт невеликої круглої форми, названий згодом як Башта Мартелло. Башта була збудована на місці колишнього голландського форту, що слугував для охорони солеварень. Місто здавна славилося видобутком солі.
У грудні 2004 року місто зазнало серйозних руйнувань під час цунамі, яке сталося завдяки землетрусу в Індійському океані. За джерелами в місті загинуло понад 4500 чол. У серпні 2010 року було закінчено спорудження нового порту. У жовтні 2011 року в місті проходили перші Південноазійські пляжні ігри. У березні 2013 року, в містечку Маттала, за 18 км від Хамбантоти було збудовано перший екологічний і другий міжнародний аеропорт в країні, який отримав назву Міжнародний аеропорт Маттала Раджапакса (MRIA) (синг. මත්තල රාජපක්ෂ ජාත්‍යන්තර ගුවන්තොටුපළ; там. மத்தல ராஜபக்ச பன்னாட்டு வானூர்தி நிலையம்). У 2016 році уряд Шрі-Ланки закликав авіакомпанії до здійснення комерційної діяльності аеропорту, оскільки аеропорт не генерує достатньо доходів для погашення кредитів. Він був названий «найпорожнішим міжнародним аеропортом світу» через низьку кількість рейсів, незважаючи на великі розміри аеропорту. Плани розширення зупинилися через комерційний провал аеропорту в червні 2018 року.

## Населення
Адміністративно він входить в Південну провінцію. Адміністративним центром округу є місто Хамбантота, поблизу якого розташовані соляні розробки. Іншим великим містом округу є Тангалла.
Чисельність населення дорівнює 595 877 чоловік (на 2012 рік). 97% місцевого населення є сингали, буддисти за віросповіданням.

## Адміністративний поділ
округ Хамбантота управляється окружним секретарем (District Secretary) і підрозділяється на 12 округів які, в свою чергу, очолюють окружні секретарі (Division Secretary). Округи, в свою чергу, складаються з 576 сільських управлінь, в які входять 1319 сіл.

## Економіка
Основою місцевої економіки є сільське господарство. У низинах уздовж узбережжя вирощуються зернові культури, в гірських районах — також виноград.
У серпні 2010 року в місті Хамбантота була споруджена нова гавань з чотирма причалами. Загальна вартість проекту склала 6 млрд доларів і була профінансована Китаєм.

## Стихійні лиха
У 2004 році округ Хамбантота піддався удару гігантського цунамі. В результаті цієї катастрофи загинули 2739 чоловік, 56 135 було поранено або втратили дах.